# Ruslan Medzhitov
Ruslan M. Medzhitov (* 12. März 1966 in Taschkent, Sowjetunion, heute Usbekistan) ist ein usbekischer Immunologe und Professor für Immunbiologie an der Yale University in New Haven, Connecticut.

## Leben
Medzhitov erwarb an der Staatlichen Universität in Taschkent einen Bachelor und 1993 an der Staatlichen Universität in Moskau einen Ph.D. in Biochemie. Von 1994 bis 1999 arbeitete er als Postdoktorand bei Charles Janeway an der Yale University School of Medicine in New Haven, Connecticut, wo er anschließend Assistant Professor und 2003 ordentlicher Professor wurde. Außerdem forscht Medzhitov für das Howard Hughes Medical Institute.

## Wirken
Medzhitov identifizierte 1997 ein humanes Homolog des Drosophila-Toll, den TLR-4. Medzhitov trug in der Folge wesentlich zur Aufklärung der angeborenen Immunität (innate immunity) und derjenigen Mechanismen bei, mit denen dieses System mit dem erworbenen Immunsystem (adaptive immunosystem) zusammenarbeitet und T- und B-Zellen Informationen über spezifische Antigene vermittelt.

## Auszeichnungen (Auswahl)
- 2003 William B. Coley Award[1]
- 2004 Emil-von-Behring-Preis[2]
- 2008 Howard Taylor Ricketts Award
- 2009 Rosenstiel Award, gemeinsam mit Jules Hoffmann[3]
- 2010 Mitgliedschaft in der National Academy of Sciences[4]
- 2011 Shaw Prize[5]
- 2012 Ehrendoktor der Universität Utrecht[6]
- 2013 Else-Kröner-Fresenius-Award (mit insgesamt 4 Millionen Euro dotiert und 2013 erstmals verliehen)[7]
- 2013 Lurie Prize in Biomedical Sciences
- 2016 Auswärtiges Mitglied der Russischen Akademie der Wissenschaften[8]
- 2019 Dickson Prize in Medicine
- 2022 Mitglied der American Academy of Arts and Sciences[9]
- 2024 Jessie Stevenson Kovalenko Medal